# Polystichum trifoliatum
Polystichum trifoliatum là một loài dương xỉ trong họ Dryopteridaceae. Loài này được Roth mô tả khoa học đầu tiên năm 1800.
Danh pháp khoa học của loài này chưa được làm sáng tỏ. 